# Trychelle Kingdom
Trychelle Kingdom (ur. 13 września 1990) – australijska lekkoatletka specjalizująca się w biegach średniodystansowych.

## Kariera
W 2008 podczas mistrzostw świata juniorów była siódma w biegu na 800 metrów oraz wraz z koleżankami z reprezentacji zdobyła brązowy medal w biegu rozstawnym 4 x 400 metrów. Stawała na podium mistrzostw Australii w kategoriach: kadetek, juniorek oraz seniorek.
Rekord życiowy w biegu na 800 metrów: 2:04,88 (17 kwietnia 2010, Perth). 

## Osiągnięcia
| Rok  | Impreza                     | Miejsce   | Konkurencja        | Pozycja    | Wynik   |
| ---- | --------------------------- | --------- | ------------------ | ---------- | ------- |
| 2008 | Mistrzostwa świata juniorów | Bydgoszcz | bieg na 800 m      | 7. miejsce | 2:06,84 |
| 2008 | Mistrzostwa świata juniorów | Bydgoszcz | sztafeta 4 x 400 m | 3. miejsce | 3:34,23 |